# Albert Guinovart i Mingacho
Albert Guinovart i Mingacho (* 18. Februar 1962 in Barcelona) ist ein katalanischer Komponist, klassischer Pianist und Musikpädagoge.

## Leben und Werk
Guinovart studierte am Conservatori Municipal de Música de Barcelona. Er absolvierte Aufbaustudien im Fach Klavier bei Maria Curcio in London.
Neben seiner langjährigen Tätigkeit als Konzertpianist hat Guinovert zahlreiche Musikwerke unter anderem auch für Kino und Fernsehen geschaffen. Besonders hervorzuheben im Bereich der Unterhaltungsmusik sind das Musical Mar i cel (1988, Der Himmel und das Meer), der Soundtrack zum Film El largo invierno (1992, Jaime Camino) und die Soundtracks für die Serien Nissaga de poder (Der Familienclan), Laberint d’ombres (Das Labyrinth der Schatten) und El cor de la ciutat (Das Herz der Stadt). Auf dem Gebiet der klassischen Musik müssen folgende Kompositionen besonders erwähnt werden: Die Kantate Els fills del segle (1994, Die Kinder des Jahrhunderts), sein Konzert für Flöte, Klavier und Orchester (1998) und sein Konzert für Klarinette und Orchester (1999). Darüber hinaus hat er verschiedene Opern von Xavier Montsalvatge sowie die Goyescas von Enrique Granados für Kammerorchester überarbeitet. Seit 1999 arbeitet er mit der spanischen Compañía Nacional de Danza zusammen.
Seit 2002 unterrichtet Guinovart Komposition und Orchestration an der Escola Superior de Música de Catalunya in Barcelona.